# Unione dei Prigionieri Politici e dei Deportati di Lituania
L'Unione dei Prigionieri Politici e dei Deportati di Lituania (in lituano: Lietuvos Politinių Kalinių ir Tremtinių Sąjunga - LPKTS) è stato un partito politico lituano di orientamento nazionalista operativo tra il 1990 e il 2004, quando è confluito nell'Unione della Patria - Democratici Cristiani di Lituania, costituendone una corrente interna. 

## Risultati elettorali
| Elezione          | Voti    | %     | Seggi   |
| ----------------- | ------- | ----- | ------- |
| Parlamentari 1992 | 234.368 | 12,61 | 5 / 141 |
| Parlamentari 1996 | 20.580  | 1,57  | 1 / 141 |
| Parlamentari 2000 | 16.941  | 1,15  | 1 / 141 |
| 1. 2.             |         |       |         |